# Lellingeria barbensis
Lellingeria barbensis är en stensöteväxtart som först beskrevs av David Bruce Lellinger, och fick sitt nu gällande namn av A. R. Sm. er R. C. Moran. Lellingeria barbensis ingår i släktet Lellingeria och familjen Polypodiaceae. Inga underarter finns listade.